# Hughes & Kettner
Pour les articles homonymes, voir Kettner.
Hughes & Kettner est un fabricant allemand d'amplificateurs pour guitare électrique et de basse, de baffles pour amplis et sonorisation mais également d'effets et accessoires. L'entreprise Hughes & Kettner a été fondée en 1984 à Neunkirchen (Sarre) et s'est installée depuis à Saint-Wendel dans le Land de Sarre (1987).
La marque est principalement connue pour ses amplificateurs de guitare haut de gamme robustes et de qualité, qui sont facilement reconnaissables, pour les têtes tout lampes, par leurs façades avant lumineuses en plexiglas, généralement de couleur bleue, laissant voir l'ensemble des lampes, adoptée vers les années 2000. Si ce look futuriste était assez en vogue à cette époque, le côté tape à l’œil peut maintenant déplaire suivant les gouts, mais la qualité sonore est toujours bien présente au-delà du look.
Parmi les utilisateurs les plus reconnus de cette marque, on compte Alex Lifeson (Rush) et Tommy Thayer (Kiss) qui ont, par ailleurs, un amplificateur à leurs signatures (le TriAmp MKII). On peut également citer Peredur ap Gwynedd, et le guitariste de Rihanna, Nuno Bettencourt (Guitariste de Extreme), Tony Macalpine, Rocky George, Eluveitie, Dave Sharman and Allan Holdsworth ainsi que Thomas Blug, guitariste Allemand, qui a été un certain temps le démonstrateur officiel de la marque.

## Origines
Les frères Hans et Lothar Stamer, fondateurs de la Société, ont commencé à produire leurs propres amplis de guitare en 1984. Leur motivation et la qualité de leurs produits artisanaux leur fit rapidement une bonne réputation.
La marque est le fruit des quêtes de qualité sonore, polyvalence et palette vaste de sons du guitariste M. Hughes, combinée à la recherche d'un ampli compact et polyvalent qui livrerait des sons directement exploitables avec effets sur simple pression d'un bouton de M. Kettner, ingénieur allemand avant-gardiste. Leur collaboration passionnée débuta et continue à ce jour.

## Historique

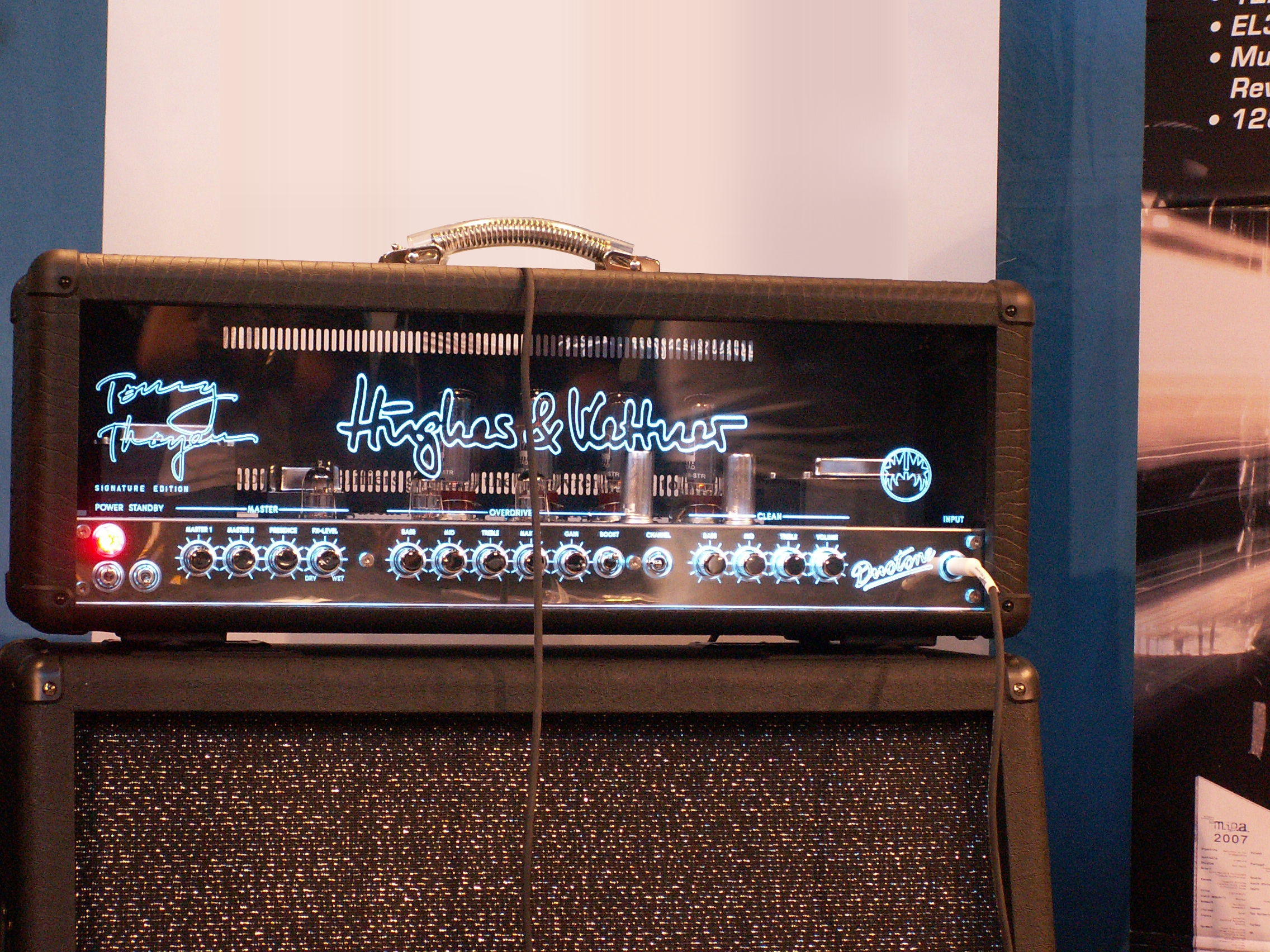
Duotone

- DuotoneEn 1985 sorti le premier ampli guitare entièrement programmable, le AS64.
- En 1987, les cream machine virent le jour.
- 1988 vit la sortie de la série ATS, avec préamplification à lampe.
- En 1989, Hughes & Kettner sortie la très connue Red Box, simulateur de haut-parleur, permettant de repiquer son amplis en studio ou sur scène.
- 1991 fut la sortie de la première Tubeman, pédale d'overdrive à lampe, ainsi que du préampli à lampe Access
- 1995, le Triamp fut créé, vaisseau amiral de la marque, ampli tout lampe a base de 3 amplis indépendants.
- 1997, sortie de la série "Tube" avec en tête la Tube 100 à 2 canaux
- 1998, sortie de la série "edidtion" regroupant les amplis combo Édition One, Surf Édition, Édition Blonde et Silver Édition
- 2000, sortie de l'ampli à modelisation Zentera
- 2002, mise à jour du TriAmp avec la venue du MKII
- 2011, sortie du TubeMeister, ampli à lampe mono ou multi-canaux bruts
- 2013, sortie du GrandMeister, déclinaison du TubeMeister adoptant un grand jeux d'effets et de possibilités.
- 2015, sortie du TriAmp MKIII

## Les amplificateurs de guitare
La marque possède une gamme d'amplificateurs pour guitare électrique actuelle ou ancienne très vaste.

### Liste des amplis de la marque

#### Anciennes séries

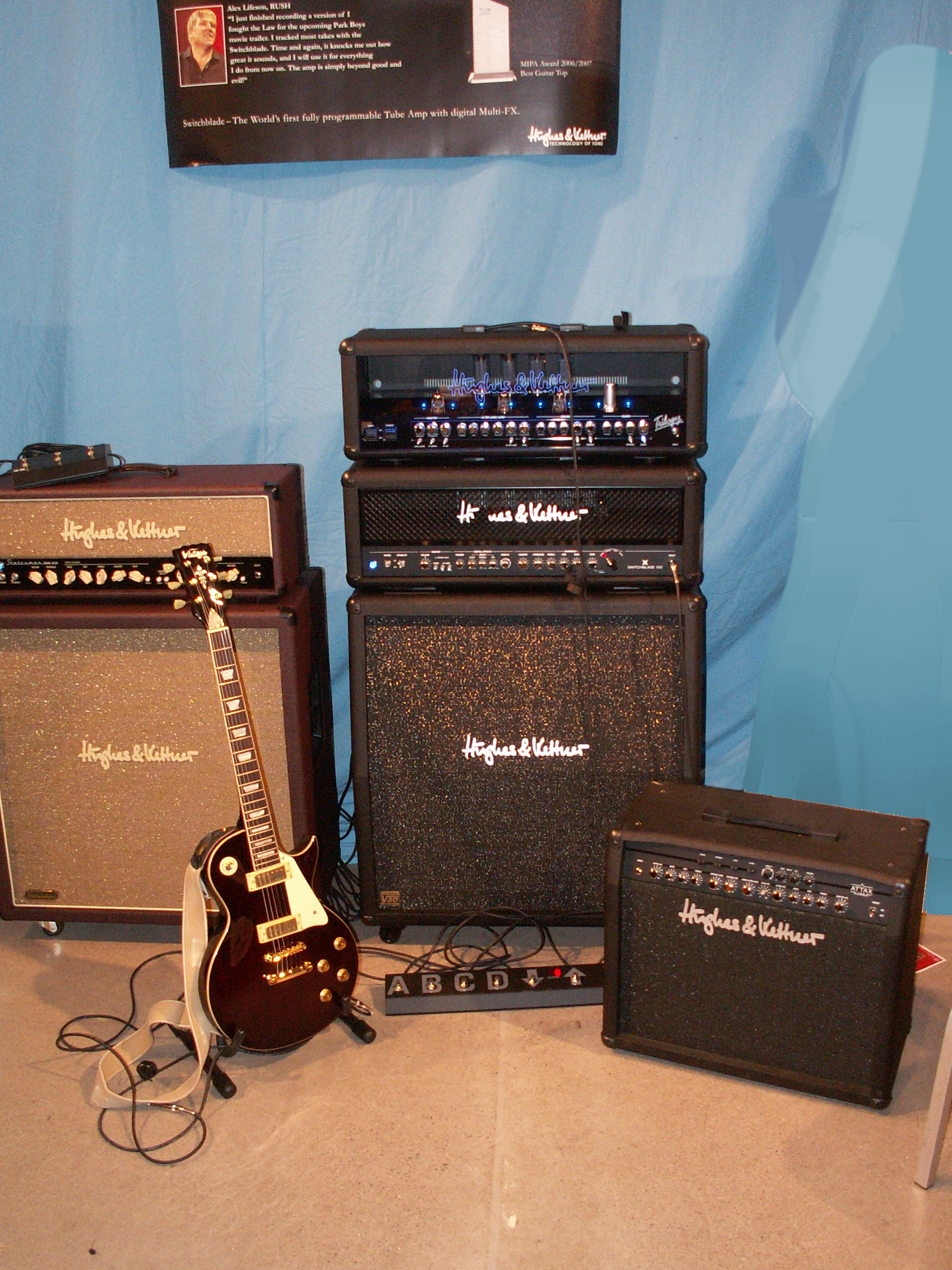

1. Série ATS (Tête ou combo hybrides)
2. Série Attax (Têtes ou combos hybrides) de 1995, mise à jour en 1998 y apportant des effets.
3. Série Tube (Tête 50W ou 100W ou combo 20W ou 50W tout lampes)
4. Triplex (Combo 50W à transistors)
5. Montana (Combo 60W à transistors)
6. Série Édition (Édition One, Surf Édition, Édition Blonde et Silver Édition), combos à transistors.
7. Édition Tube (Combos tout lampe)
8. Matrix (Tête ou combo à transistors)
9. Statesman (Tête ou combo, 20W, 40W, 50W ou 60W, tout lampes)
10. Série Warp (Tête ou combo à lampes ou transistors selon les modèles, série dédiée au metal)
11. ZenTera (Tête ou combo à modélisation transistors)
12. Vortex (Tête ou combo à transistors)
13. Duotone (Tête ou combo tout lampes)
14. Trilogy (Tête 100W tout lampes)
15. TriAmp MkI et MkII (Têtes 100W tout lampes)

#### Séries actuellement produites
1. TriAmp MkIII (Tête 150W tout lampes)
2. Puretone (Tête ou combo 25W tout lampes)
3. Édition Blues (Combos 15W ou 30W à transistors)
4. Coreblade (Tête tout lampes)
5. Tubemeister (Tête ou combo tout lampes)
6. Grandmeister (Tête 36W et 40W tout lampes)
7. Switchblade (Tête 100W ou combo 50W ou 100W tout lampes)

### TriAmp
Le TriAmp est un ampli tout lampes d'une puissance de 100W sorti à l'origine en combo et en tête, la version combo fut rapidement abandonnée et seulement quelques centaines d'exemplaires furent construits.
La particularité de cette grosse tête à lampe est de posséder 3 amplis totalement indépendants dont chacun possède 2 canaux. Ainsi tous les sons standards du rock (type Fender, Vox, Marshall ou Mesa Boogie et Soldano) sont balayés par cette tête conçue pour être polyvalente. Les 13 lampes qui composent la tête (4 sur l'étage de puissances en 6L6GC et EL34, 8 sur l'étage de pré-amplification 4 x E83CC, 5 x 12AX7A) sont ainsi répartis sur 8 canaux proposant des sonorités légendaires tout en gardant un certain caractère personnel. Les sons proposés sur chaque canal sont : 1A: Vintage Californian Clean, 1B: Vintage British Clean, 2A: Classic British Rock, 2B: Vintage British Rock, 3A: British Hot Rodded, 3B: Modern Californian Hi Gain
La première version de cet ampli sortie en 1995, dite MKI (en 6L6 GC ou EL34), connut ensuite plusieurs mises à jour. La MKII (2002) mise à jour de la première version modernisant quelque peu le son (principalement le 3B), supprimant la réverbération à ressorts et adoptant la façade bleue lumineuse symbole de la marque, la MKII signature Lifeson adoptant une façade lumineuse violette, puis plus récemment la MKIII (2015) encore modernisée.
Le TriAmp MKIII, le plus abouti mais aussi le plus compliqué, diffère de ces prédécesseurs par de multiples fonctionnalités, la tête est munie d'un volume, d'un égaliseur et d'un boost pour chaque canal, proposant ainsi réellement 6 à 12 sons indépendants. Elle voit aussi arriver 2 nouvelles lampes de puissance permettant de combiner sur ces 6 lampes des EL34 et des 6L6GC, de jouer sur la puissance de sortie (de 34W à 150W) ajoutant encore à la polyvalence du son. Les nouvelles dénominations des canaux deviennent : 1A: 50s Californian Clean, 1B: 60s British Clean, 2A: 70s British Lead, 2B: 80s Brown Sound, 3A: 90s Californian High Gain, 3B: Modern-Day High Gain and beyond.

### Tube 100
Ampli 100W tout lampe (4 d'amplification lampes EL34 et 3 lampes 12AX7 de préamplification).
Cet ampli comporte deux canaux disposant de 2 modes, sur le premier canal un clean et un crunch, et sur le second deux distortions, une assez légère et une plus hi gain.

### Puretone
Le Puretone est l'ampli à lampe pour guitare électrique dans sa plus simple apparence, 2 lampes de puissance EL34, 2 lampes de préamplification 12AX7, un seul canal avec un volume, une équalisation et un gain permettant de passer d'un clean cristallin a un crunch profond.

### TubeMeister
Le TubeMeister est un ampli tout lampe décliné en versions combo ou tête. Cette amplificateur est aussi décliné en plusieurs gammes de puissances. On retrouve ainsi le :
- TubeMeister 5W
- TubeMeister 18W
- TubeMeister 36W
- TubeMeister 18 anniversary
- TubeMeister 36 anniversary

En fonction de la puissance de l'ampli, on trouvera sur celui-ci 1 à 3 canaux allant du son clair à la distorsion High-gain en passant par un canal crunch.
La TubeMeister 18 possède par exemple un canal clean et un canal lead boostable, cette petite tête embarque 2 lampes EL84 sur l'étage de puissance et 2 lampes 12AX7 en préampli, sans fioritures.

## Les baffles
Les multiples têtes d'ampli H&K sont généralement associées à des baffles de la marque pouvant être parfois totalement dédiées pour une tête. Les baffles Hughes & Kettner sont pour la grande majorité des cab montés en haut-parleurs Celestion 12 pouces dont les modèles varient en fonction du son souhaité. On trouve ainsi principalement des baffles 4 x 12" en pan droits ou coupés, mais aussi des 2 x 12" des 1 x 12" voire des 1 x 10" destinées aux têtes peu puissantes. Les façades sont parées en fonction du modèles de toile ou de grilles en métal.

### Les modèles actuels
- CC 412 SE : Baffle muni de 4 HP 12" RockDriver Classic 60, pan coupé conçu pour toutes les têtes d'ampli puissantes.
- TC 412 A60 :  Baffle muni de 4 HP 12" RockDriver Classic 60, pan coupé conçu pour le TriAmp MkIII
- MC 412 CL : Baffle muni de 4 HP 12" Celestion Classic Lead, pan coupé conçu pour toutes les tête d'ampli puissantes destinées plutôt au métal (Coreblade).
- MC 412 SE : Baffle muni de 4 HP 12" Celestion Classic Lead, pan droit conçu pour toutes les tête d'ampli puissantes destinées plutôt au métal (Coreblade).
- TM 212 : Baffle muni de 2 HP 12" Celestion Vintage 30, conçu pour le TubeMeister.
- TM 112 : Baffle muni de 1 HP 12"  Celestion Vintage 30, conçu pour le TubeMeister.
- TM 110 : Baffle muni de 1 HP 10" Celestion TEN 30, conçu pour le TubeMeister dans ses versions les moins puissantes.

### Les anciens modèles
Parmi les anciens modèles les baffles non dédiés à une série sortis sont :
- AC 412 : Baffle muni de 4 HP 12" Celestion vintage Rockmaster
- CC 412 A 25 : Baffle pan coupé muni de 4 HP 12" Celestion G12M Greenback
- CC 412 A 30 : Baffle pan coupé muni de 4 HP 12" Celestion Vintage 30
- CC 412 B 25 : Baffle pan droit muni de 4 HP 12" Celestion G12M Greenback
- CC 412 B 30 : Baffle pan droit muni de 4 HP 12" Celestion Vintage 30

Les baffles associés à une tête ou une série sont :
- Baffle SC 412 Série Attax : Baffle muni de 4 HP 12" Rockdriver Ultra II
- Baffle AX 412 A/B Série Attax 1998 : Baffle muni de 4 HP 12" Celestion Rockdriver Junior
- Baffle SC 412 Série Matrix  : Baffle muni de 4 HP 12" Celestion RockDriver Ultra 65
- Baffle Série Statesman : Baffle muni de 2 HP 12"  Eminence Rockdriver Cream ou 4 HP 12" Celestion Vintage 30
- Baffle Série TriAmp (MkI) : Baffle muni de 4 HP 12" Celestion G12M Greenback made in England (excelent HP)
- Baffle Série Vortex : Baffle muni de 4 HP 12" Celestion RockDriver Junior
- Baffle Série Warp : Baffle muni de 4 HP 12" Celestion RockDriverb Junior

## Les amplificateurs de basse
Les amplificateurs pour basse Hughes & Kettner sont répartis en quatre séries suivant les années et chaque série possède des têtes d'amplis ou des combos :
- Bassbase
- SérieBassForce
- SérieBassKick
- SérieQuantum

L'ampli BassBase 600, sortie en 1994, puissant de 1000W RMS, est un exemple d'ampli basse hybride produit par la marque.